# فرس البحر النيوكاليدوني
فرس البحر النيوكاليدوني (الاسم العلمي:Hippocampus curvicuspis) (بالإنجليزية: New Caledonian thorny seahorse)‏ هو نوع من الأسماك يتبع جنس فرس البحر من فصيلة زمارات البحر.